# جون أيكمن
جون أيكمن (بالسويدية: John Ekman)‏ هو ممثل سويدي، ولد في 15 نوفمبر 1880 في السويد، وتوفي بنفس المكان في 22 نوفمبر 1949.

## وصلات خارجية
- جون أيكمن على موقع IMDb (الإنجليزية)
- جون أيكمن على موقع قاعدة بيانات الأفلام السويدية (السويدية)
- جون أيكمن على موقع قاعدة بيانات الفيلم (الإنجليزية)